# Wild Bill (2011)
Wild Bill is een Britse dramafilm uit 2011. De film kwam in Nederland op dvd uit op 5 november 2013.

## Verhaal
Als de Londense crimineel Bill na acht jaar voorwaardelijk vrijkomt uit de gevangenis komt hij erachter dat zijn zoons van 11 en 15 jaar door hun moeder zijn verlaten. De oudste heeft een baantje in de bouw om in de kosten te voorzien. Bill moet het voor elkaar krijgen een band met zijn kinderen op te bouwen, zijn criminele verleden en dito vrienden van zich af te schudden en voorkomen dat zijn jongste zoon afglijdt naar de criminaliteit.

## Rolverdeling
- Charlie Creed-Miles als Wild Bill
- Will Poulter als Dean
- Sammy Williams als Jimmy
- Iwan Rheon als Pill
- Charlotte Spencer als Steph
- Morgan Watkins als Viktoras
- Rad Kaim als Jonas
- Aaron Ishmael als Boz
- Liz White als Roxy
- Hardeep Singh Kohli als Raj
- Neil Maskell als Dickie
- Leo Gregory als Terry
- Mark Monero als Freddy
- Peter-Hugo Daly als Keith
- Olivia Williams als Kelly
- Jaime Winstone als Helen
- Elly Fairman als Miss Treedley
- Andy Serkis als Glen
- Graham Fletcher-Cook als politieagent
- Sean Pertwee als Jack